# Mysz skalna
Mysz skalna (Mus saxicola) – gatunek gryzoni z rodziny myszowatych, występujący wyłącznie w Azji Południowej. Gatunek został opisany naukowo w 1839 roku przez W. Elliota.

## Biologia
Mysz skalna występuje w Indiach i na pograniczu Indii, Nepalu i Pakistanu. Jest spotykana od poziomu morza do wysokości 1000 m n.p.m. Zamieszkuje tropikalne i subtropikalne suche zarośla liściaste, jest spotykana też w wielu innych środowiskach, oprócz chłodnych pustyń; w niektórych obszarach zajmuje siedliska ruderalne. Prowadzi nocny, naziemny tryb życia. Jest blisko spokrewniona z myszą gładkowłosą (Mus platyrhix).

## Populacja
Jest to gatunek najmniejszej troski, spotykany na dużym obszarze. Nie są znane zagrożenia dla gatunku. Nie stwierdzono jego występowania w obszarach chronionych. Gatunek nie jest chroniony, indyjska ustawa o ochronie przyrody z 1972 roku uznaje go za szkodnika.